# 克拉姆西
克拉姆西（法語：Clamecy，法語：[klamsi] ⓘ），法国中北部城市，勃艮第-弗朗什-孔泰大区涅夫勒省的一个市镇，同时也是该省的一个副省会，下辖克拉姆西区。克拉姆西位于涅夫勒省北部，约讷河畔，与约讷省接壤，是一个区域性的中心城市，其市镇面积为30.26平方公里，2022年1月1日时的人口数量为3,597人，在法国城市中排名第2,937位。
法国作家罗曼·罗兰和政治家阿诺·蒙特堡出生于此。

## 地名来源
“克拉姆西”一名来源于其拉丁语名称，最初出现于公元634年。

1878年的克拉姆西地图

## 历史
克拉姆西历史悠久，早在高卢时期就已出现人类活动。中世纪时克拉姆西则为讷韦尔家族的领土，并成为讷韦尔伯国的一部分。公元12世纪，讷韦尔伯国继承至勃艮第王朝，克拉姆西因地处约讷河谷要道之上而成为一个驿站，并出现了城墙等设施。公元1659年，儒勒·马扎然收归讷韦尔伯爵爵位，克拉姆西由此成为法兰西王室直属领地。法国大革命后，克拉姆西成为涅夫勒省的一个副省会。工业革命期间，连接约讷河和涅夫勒河运河建成并经过克拉姆西；同一时期，克拉姆西附近地区发现了煤炭资源，但因储量较小且位置偏远而没有得到大规模的开采。纳粹德军在第二次世界大战期间占领了克拉姆西，并在此制造了克拉姆西43人惨案。

## 地理

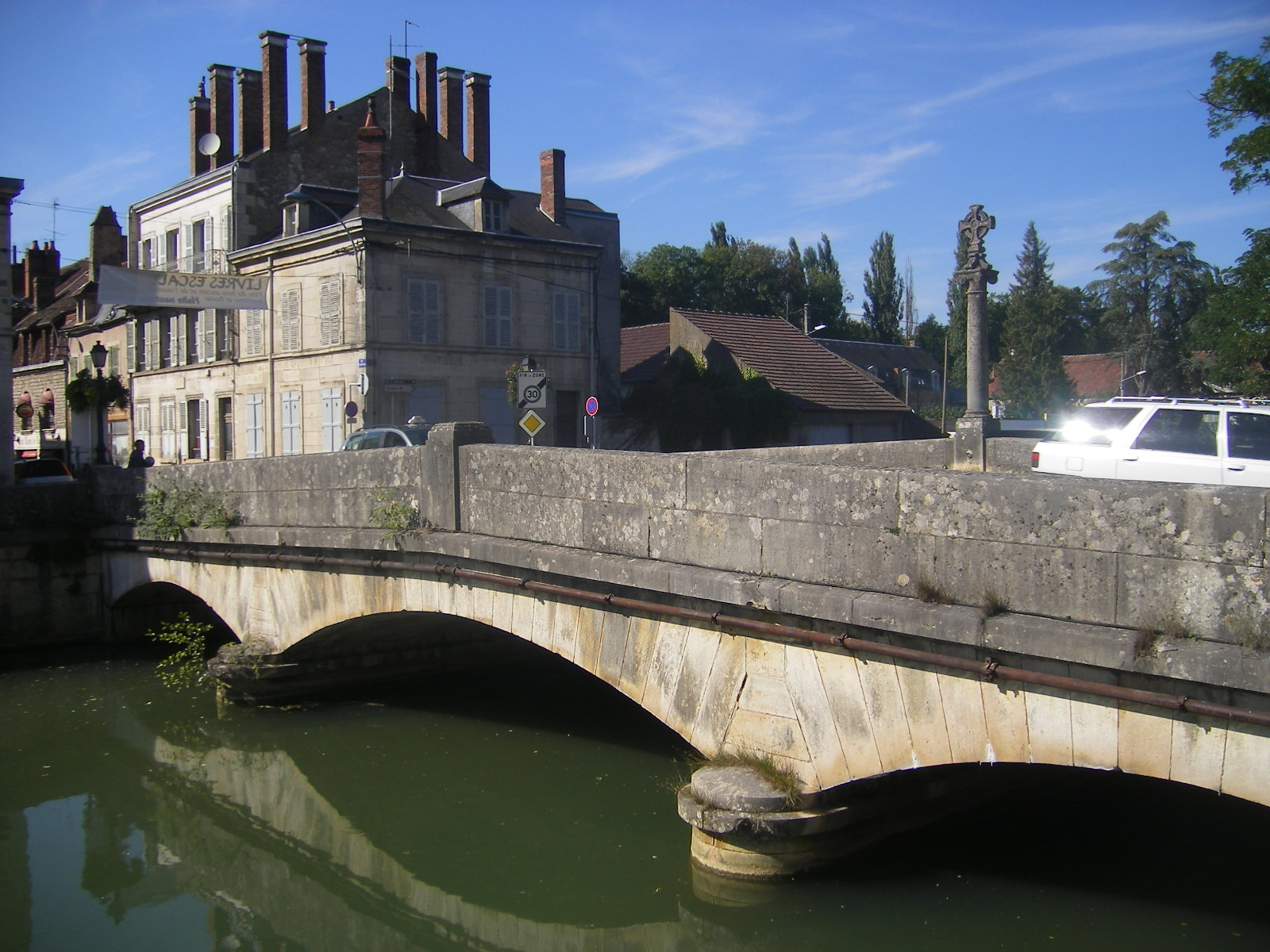
伯夫龙河

克拉姆西位于法国中北部，勃艮第-弗朗什-孔泰大区西部和涅夫勒省北部，距离省会讷韦尔大约67公里。与克拉姆西接壤的市镇包括：叙尔日、普索、阿尔姆、舍夫罗什、约讷河畔维利耶、里镇、布勒尼翁、瓦西、昂德里、约讷河畔利谢尔。

### 地形
克拉姆西位于莫尔旺山区西侧腹地，境内以丘陵地貌位置，市区内部分街道有较大的坡度，全境海拔在142到281米之间。

### 水文
约讷河自南向北流经境内，该河是法国五大水系之一的塞纳河的最大支流。伯夫龙河在克拉姆西注入约讷河。人工开凿的涅夫勒运河经过克拉姆西境内，部分河段仍具有航运功能。

### 植被
克拉姆西所处的莫尔旺山区是法国中部重要的森林自然保护区，境内主要分布温带常绿林植物，部分高海拔地区存在针叶林。

### 气候
克拉姆西在柯本气候分类法中属于温带海洋性气候，但因该地地形影响，冬季气温普遍低于同纬度同气候地区。
克拉姆西以东约30公里的阿瓦隆境内设有气象站，以下为该气象站的数据（其中日照数据取自欧塞尔）：
| 阿瓦隆1981年－2019年                       | 阿瓦隆1981年－2019年 | 阿瓦隆1981年－2019年 | 阿瓦隆1981年－2019年 | 阿瓦隆1981年－2019年 | 阿瓦隆1981年－2019年 | 阿瓦隆1981年－2019年 | 阿瓦隆1981年－2019年 | 阿瓦隆1981年－2019年 | 阿瓦隆1981年－2019年 | 阿瓦隆1981年－2019年 | 阿瓦隆1981年－2019年 | 阿瓦隆1981年－2019年 | 阿瓦隆1981年－2019年 |
| 月份                                       | 1月                  | 2月                  | 3月                  | 4月                  | 5月                  | 6月                  | 7月                  | 8月                  | 9月                  | 10月                 | 11月                 | 12月                 | 全年                 |
| ------------------------------------------ | -------------------- | -------------------- | -------------------- | -------------------- | -------------------- | -------------------- | -------------------- | -------------------- | -------------------- | -------------------- | -------------------- | -------------------- | -------------------- |
| 历史最高温 °C（°F）                        | 17 (63)              | 21.9 (71.4)          | 24.5 (76.1)          | 29.9 (85.8)          | 31.6 (88.9)          | 38.5 (101.3)         | 39 (102)             | 42.1 (107.8)         | 34.4 (93.9)          | 28.4 (83.1)          | 22.5 (72.5)          | 21.4 (70.5)          | 42.1 (107.8)         |
| 平均高温 °C（°F）                          | 6.5 (43.7)           | 8.5 (47.3)           | 12.6 (54.7)          | 15.6 (60.1)          | 20.4 (68.7)          | 23.5 (74.3)          | 26.0 (78.8)          | 26.1 (79.0)          | 21.2 (70.2)          | 16.6 (61.9)          | 10.1 (50.2)          | 6.6 (43.9)           | 16.1 (61.1)          |
| 日均气温 °C（°F）                          | 3.6 (38.5)           | 4.7 (40.5)           | 7.8 (46.0)           | 10.3 (50.5)          | 14.8 (58.6)          | 17.7 (63.9)          | 20.1 (68.2)          | 20.0 (68.0)          | 15.8 (60.4)          | 12.2 (54.0)          | 6.9 (44.4)           | 4.0 (39.2)           | 11.5 (52.7)          |
| 平均低温 °C（°F）                          | 0.7 (33.3)           | 0.9 (33.6)           | 3 (37)               | 5 (41)               | 9.2 (48.6)           | 12 (54)              | 14.1 (57.4)          | 13.9 (57.0)          | 10.3 (50.5)          | 7.9 (46.2)           | 3.6 (38.5)           | 1.3 (34.3)           | 6.8 (44.3)           |
| 历史最低温 °C（°F）                        | −13.7 (7.3)          | −13.7 (7.3)          | −14.5 (5.9)          | −4.4 (24.1)          | −0.7 (30.7)          | 2.5 (36.5)           | 6.9 (44.4)           | 4.2 (39.6)           | 1.1 (34.0)           | −6 (21)              | −10.4 (13.3)         | −13.6 (7.5)          | −14.5 (5.9)          |
| 平均降水量 mm（）                          | 61.8 (2.43)          | 55.5 (2.19)          | 55.8 (2.20)          | 73.3 (2.89)          | 71.7 (2.82)          | 70.9 (2.79)          | 68.6 (2.70)          | 63.3 (2.49)          | 68 (2.7)             | 72.6 (2.86)          | 75.2 (2.96)          | 70 (2.8)             | 806.7 (31.83)        |
| 月均日照時數                               | 64.4                 | 85.6                 | 139.7                | 175.3                | 200.1                | 215.9                | 233.2                | 224.2                | 176.4                | 118.4                | 64.2                 | 51.4                 | 1,748.8              |
| 来源：climat-data 日照数据取自欧塞尔气象站 |                      |                      |                      |                      |                      |                      |                      |                      |                      |                      |                      |                      |                      |

## 行政区划
克拉姆西是法国勃艮第-弗朗什-孔泰大区涅夫勒省的一个市镇，编号为58079，它也是涅夫勒省的一个副省会。克拉姆西下辖克拉姆西区，管理克拉姆西县，同时也是上尼韦尔奈-约讷河谷市镇公共社区的办公驻地。
法国国家统计与经济研究所（简称）在进行数据统计时，将克拉姆西及相邻的阿尔姆设为克拉姆西城市核心区，并将包括核心区在内的周边共17个市镇划为克拉姆西城市区。因克拉姆西市镇总人口数量少于1万，故将克拉姆西市镇整体算作一个“块区”（IRIS），以统计人口分布情况。

## 交通

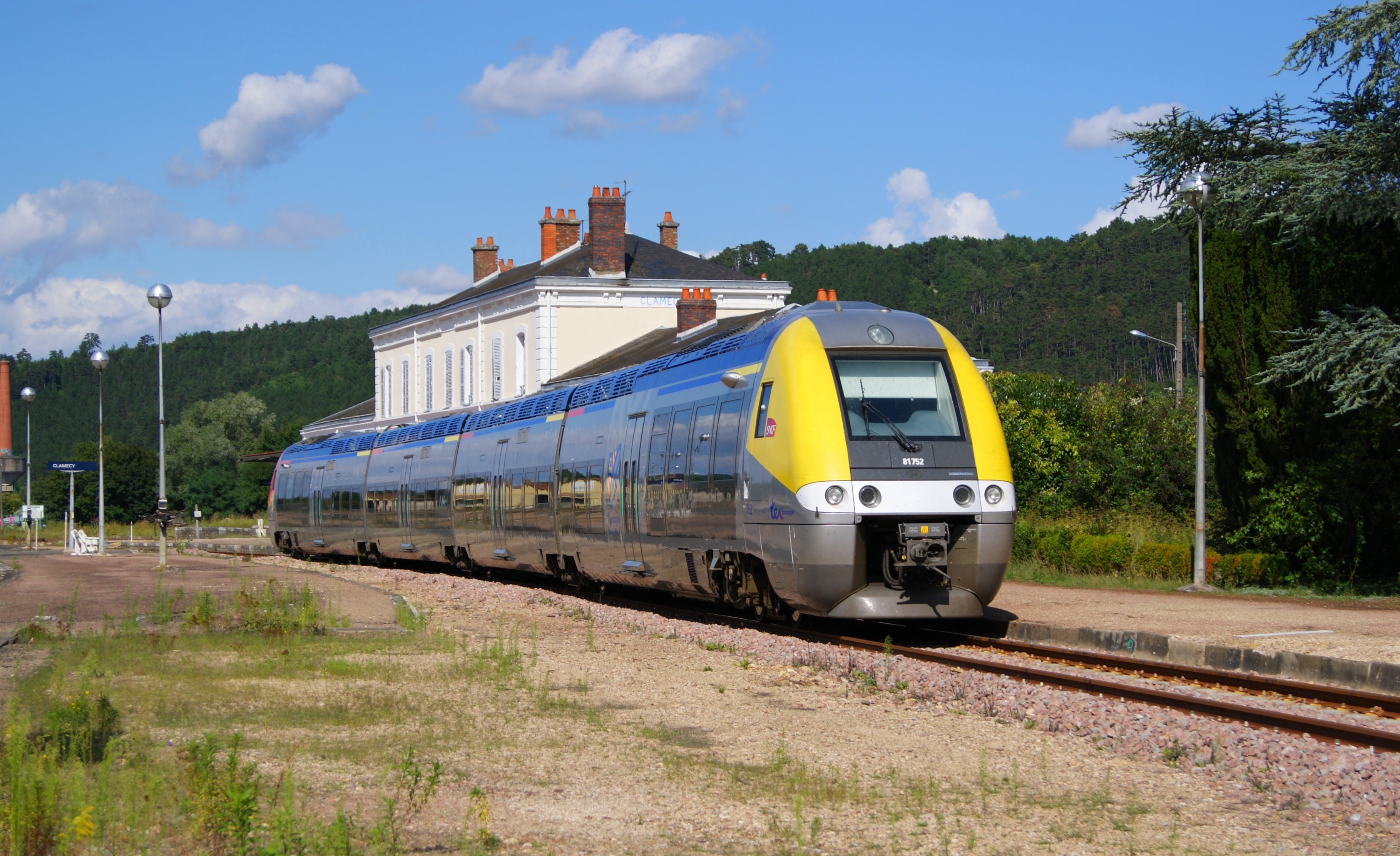
克拉姆西火车站内的一列区域列车

### 公路
法国国道N151线从克拉姆西市区西部过境，另有多条涅夫勒省省道在克拉姆西境内交汇，有常规客运线路可前往省会讷韦尔、邻省省会欧塞尔以及阿瓦隆、蒙巴尔等地。
2015年，47.4%的克拉姆西家庭拥有至少一辆的私人汽车。
2016年，克拉姆西境内共发生各类交通事故3起，造成3人受伤。

### 铁路
克拉姆西位于现代法国铁路网的一处末梢处，克拉姆西站位于市区北部，该站每天开行直达巴黎和米热讷的区域列车。

### 航空
距离克拉姆西最近的民用航空机场为巴黎-奥利机场，车程约3小时。

## 政治

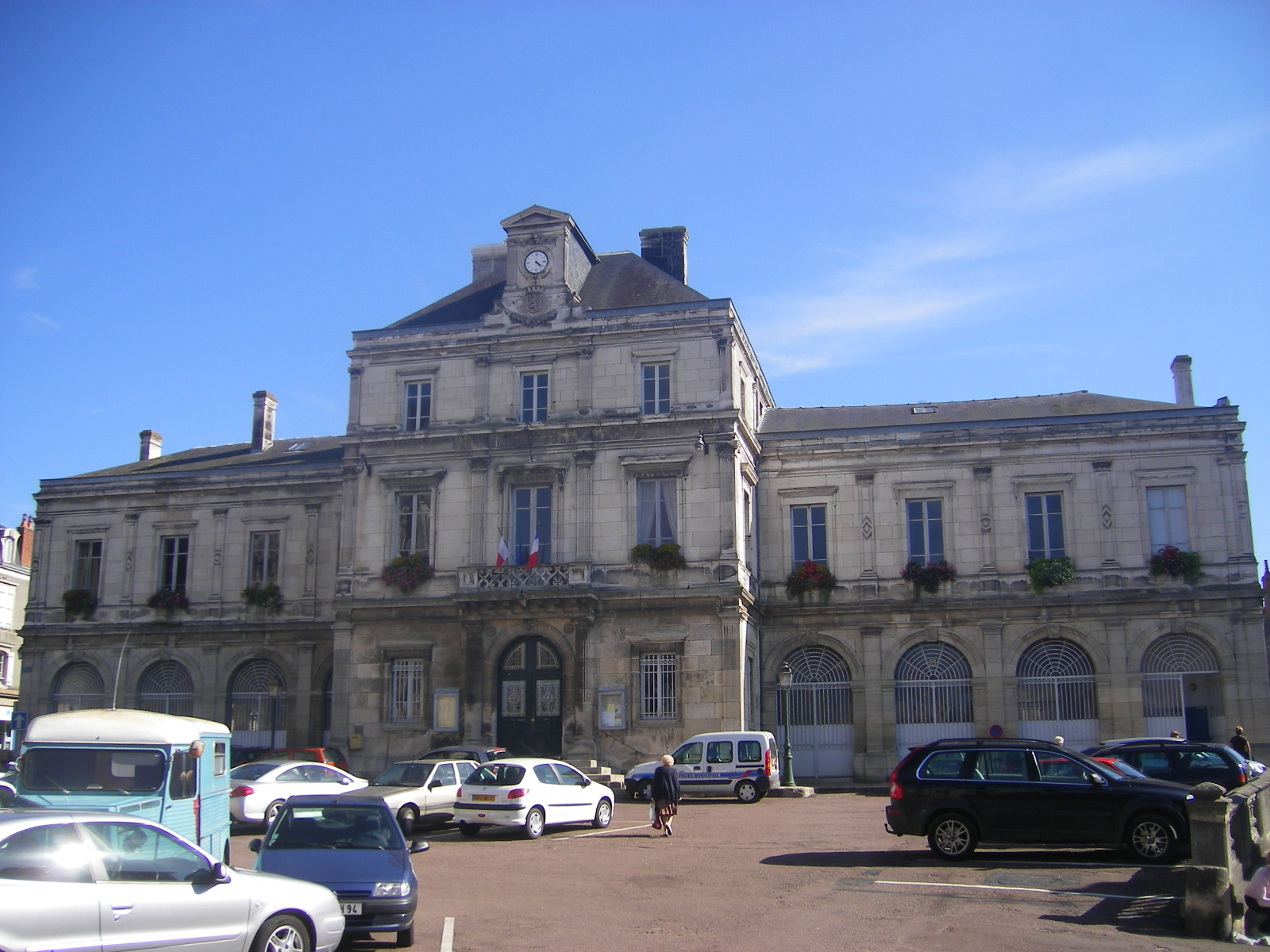
克拉姆西市政厅

克拉姆西的现任市长为尼古拉·布尔杜纳先生（Nicolas Bourdoune），他是一名左翼无党派人士，在2020年的市政选举中获得了57.2%的支持率。
在2017年的法国总统大选中，法国第25任总统埃马纽埃尔·马克龙在克拉姆西获得了的支持率。
| 克拉姆西历届市长 |                     |                      |
| 任期             | 市长                | 党派                 |
| 1945年－1946年   | 阿尔芒·博谢         | 不详                 |
| 1946年－1959年   | 皮埃尔·波吕斯       | SFIO工人国际法国支部 |
| 1959年－1971年   | 皮埃尔·巴尔比耶     | RI独立激进党         |
| 1971年－1972年   | 雅克·巴尔瑟洛       | PS社会党             |
| 1972年－1977年   | 克洛德·勒邦         | PCF法国共产党        |
| 1977年－2008年   | 贝尔纳·巴尔丹       | PS社会党             |
| 2008年－2020年   | 克洛迪娜·布瓦索里厄 | DVG左翼无党派人士    |
| 2020年－         | 尼古拉·布尔杜纳     | DVG左翼无党派人士    |

## 人口
2017年，克拉姆西市镇人口数量为3,759，在法国排名第2,937位。其中男性1,785人，女性2,038人，75岁及以上人口占13.6%，外籍人口数量为205人，人口密度为124人/平方公里，当地居民被称为（男性）或（女性）。2018年，克拉姆西境内出生45人，死亡人口65人。
| 年份   | 1936  | 1946  | 1954  | 1962  | 1968  | 1975  | 1982  | 1990  | 1999  | 2006  | 2011  | 2016  | 2017  |
| ------ | ----- | ----- | ----- | ----- | ----- | ----- | ----- | ----- | ----- | ----- | ----- | ----- | ----- |
| 人口數 | 5,871 | 5,819 | 5,655 | 5,520 | 5,741 | 5,922 | 5,590 | 5,284 | 4,806 | 4,570 | 4,238 | 3,889 | 3,759 |

## 经济
克拉姆西为一个区域性的中心城市，其所在的涅夫勒省北部为较为典型的法国传统农牧区，第一产业占有较为重要的地位，工业部门岗位则相对缺乏。当地自20世纪中后期人口数量大幅下降。

## 财政收入
2018年，克拉姆西的财政收入总额为7,293,020欧元，财政支出总额为6,788,980欧元，当年的债务总额为6,547,400欧元。
2014年，克拉姆西的人均收入总额为2,476欧元，其中高职人员4,063为欧元，普通职员为1,730欧元。
2016年，克拉姆西境内的青壮年（15至64岁）失业率为21.8%，当地30.6%的家庭拥有纳税资格。

## 社会事务

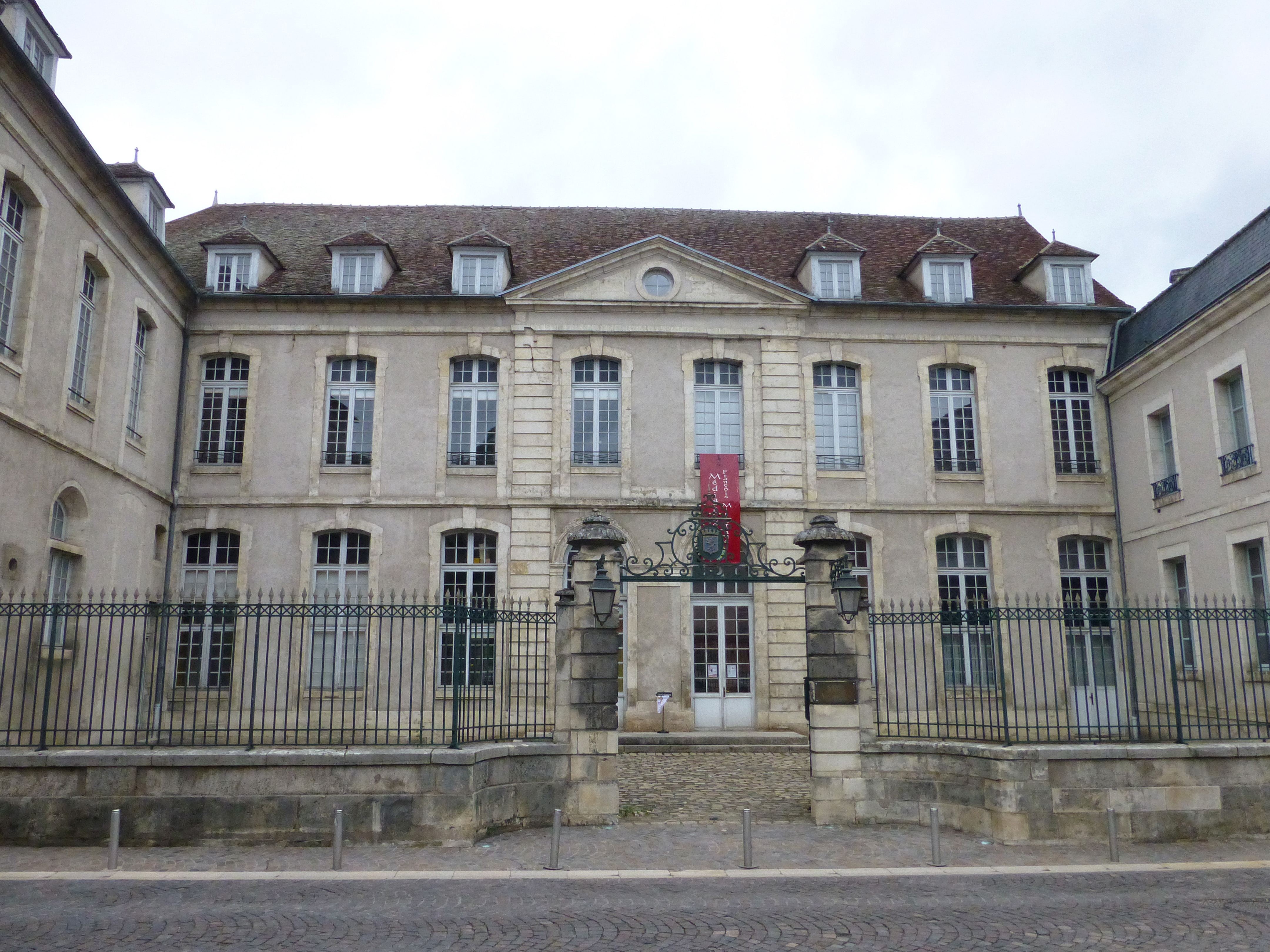
克拉姆西弗朗索瓦·密特朗多媒体中心

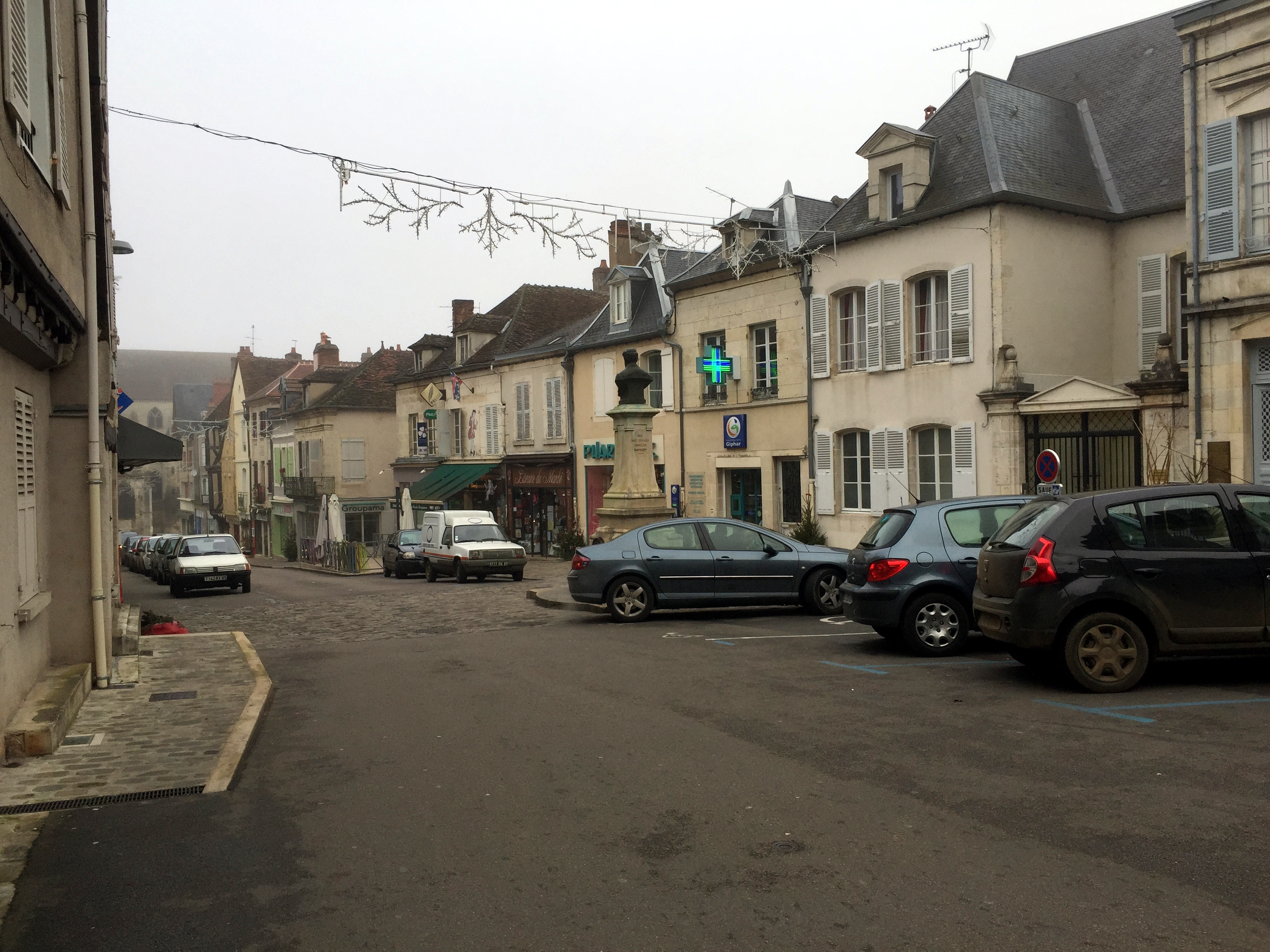
克拉姆西市中心

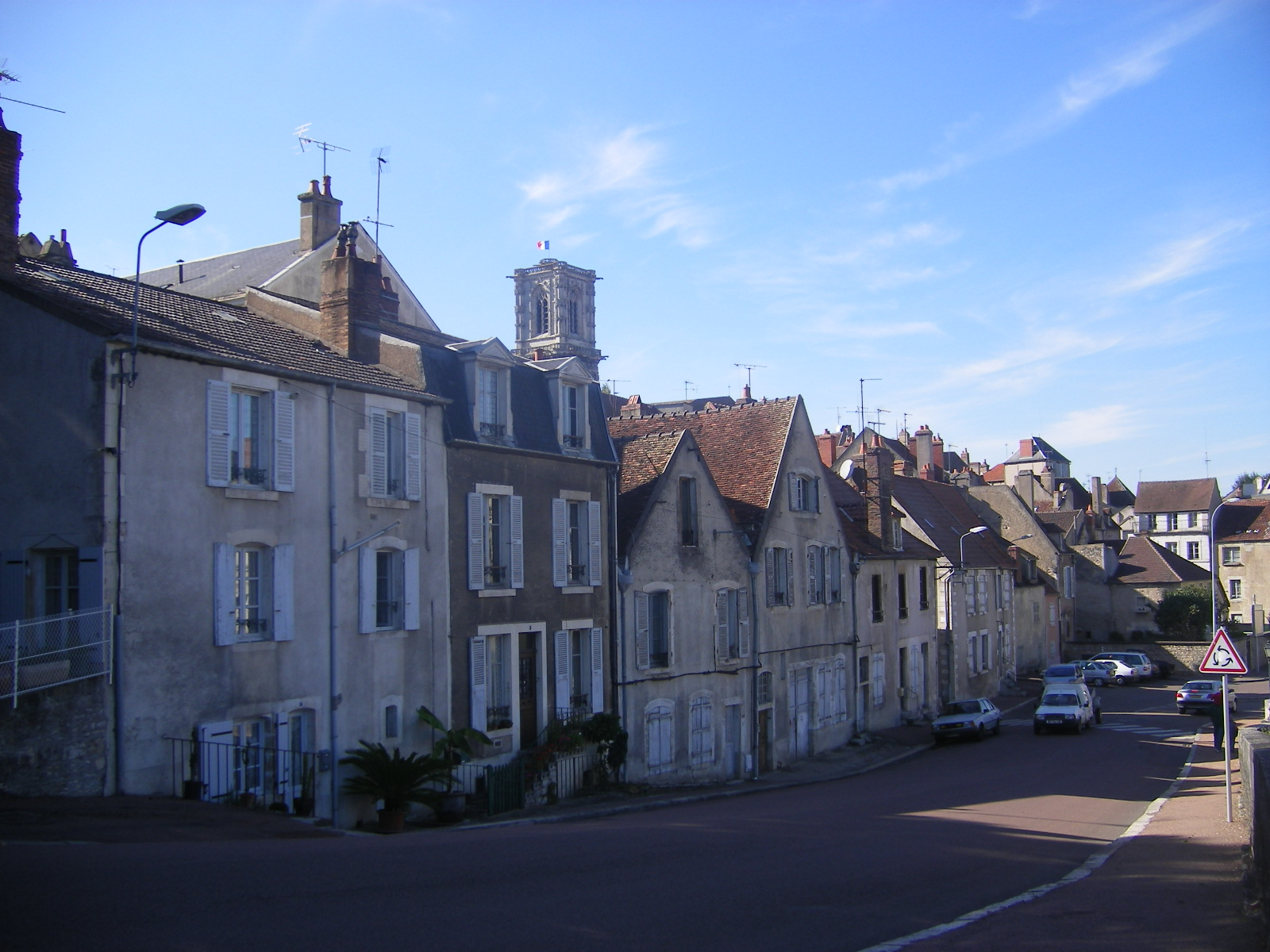
克拉姆西民居

### 教育
克拉姆西属于第戎学区。截止2017年1月1日，克拉姆西境内共有2所小学、1所初级中学和1所普通高中，暂无高等教育机构。2018至2019学年度，克拉姆西境内共有学生714名。

### 医疗
截止2017年1月1日，克拉姆西境内共有全科医生6名、保健师5名、护士7名、和妇科医生1名。境内共有药房3家，养老院1家，残疾人帮扶中心3家。
距离克拉姆西最近的大型医疗机构为讷韦尔中心医院（Centre Hospitalier de Nevers），位于省会讷韦尔，距离克拉姆西车程约1小时。

### 住房
2015年，克拉姆西境内共有各类住房2,780套，其中69%为常住房屋。

### 商业
2017年，克拉姆西境内共有各类商铺254家，其中餐饮服务类126家。市区北部设有开放式商业街区。

### 体育
2017年，克拉姆西境内共有1家游泳池、3间健身房、1座综合体育场、5处网球场、2处足球或橄榄球场以及2处篮球或排球场。

### 环境
克拉姆西的环境事务由其所属的公共社区负责。2017年，克拉姆西境内暂无污染企业。

### 治安
克拉姆西境内设有一处宪兵队，全年开放。
2014年，克拉姆西及附近地区共发生各类案件1,963起，其中盗窃类案件1,157起，经济类案件287起，毒品交易类案件133起。

## 文化

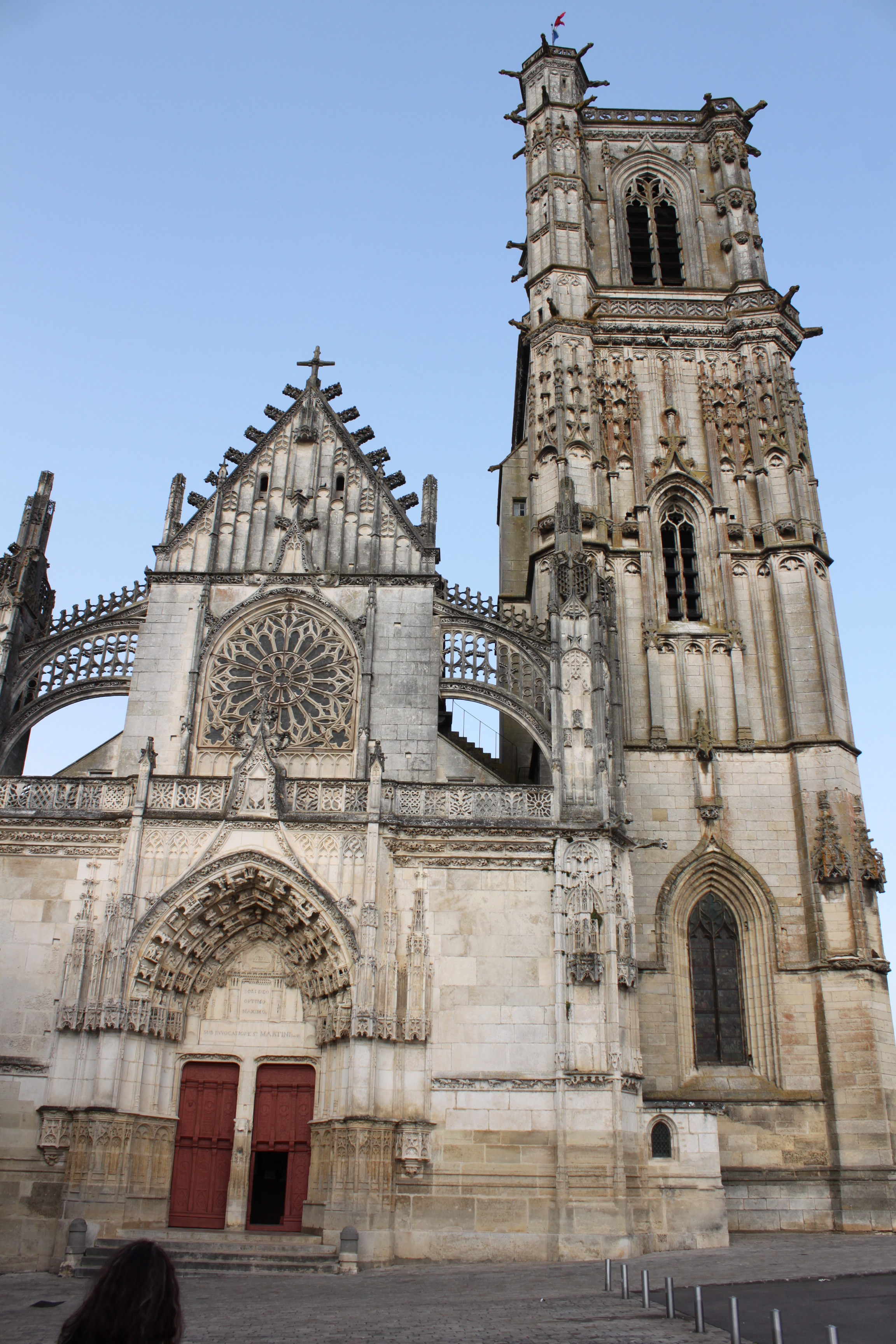
圣马丁教堂的碉楼

2017年，克拉姆西境内共有1个电影院和1个博物馆。

### 旅游
克拉姆西境内主要旅游景点包括罗曼·罗兰故居博物馆、圣马丁教堂、贝特莱姆圣母教堂等。2018年，克拉姆西境内共有2个宾馆共计36间房间，另有1个露营地，可容纳共66辆露营车。

### 媒体
法国主要的媒体均可在克拉姆西接收，法国电视三台下属的勃艮第-弗朗什-孔泰大区频道在部分时段播出克拉姆西所属区域的地方新闻。

## 相关人物
勃艮第的约翰，法国文学家、1925年诺贝尔文学奖作者罗曼·罗兰和法国政治家阿诺·蒙特堡出生于克拉姆西。

## 友好城市
截至2020年2月，克拉姆西共与以下两座城市互为友好城市关系：
- 德国 盖尔恩豪森
- 加拿大 大皮勒（法语：Grandes-Piles）